# تحلیلگر مالی
تحلیلگر مالی (انگلیسی: Financial analyst) از پیشه‌ها و رشته‌های خدمات مالی است و به فردی اطلاق می‌شود که خدمات تجزیه و تحلیل مالی را برای مشتریان خارجی یا داخلی سازمان‌ها و یا سایر کسب‌وکارها انجام می‌دهد. تحلیل‌گران مالی اغلب در صندوق‌های بازنشستگی، شرکت‌های بورسی، بانک‌های سرمایه‌گذاری و موسسات بیمه استخدام می‌شوند و وظیفه اصلی آنها ارائه کمک به مشتریانشان در تصمیم‌گیری در مورد سرمایه‌گذاری در بازارهای مالی می‌باشد.